# Las Gliniański
Las Gliniański (prononciation : [ˈlas ɡliˈɲaɲski]) est un village polonais de la gmina de Solec nad Wisłą dans le powiat de Lipsko de la voïvodie de Mazovie dans le centre-est de la Pologne.
Il se situe à environ 7 kilomètres au sud-ouest de Solec nad Wisłą (siège de la gmina), 7 kilomètres au sud de Lipsko (siège du powiat) et à 133 kilomètres au sud de Varsovie (capitale de la Pologne).
Le village possède approximativement une population de 400 habitants en 2006.

## Histoire
De 1975 à 1998, le village appartenait administrativement à la voïvodie de Radom.